# Chloé Stefani

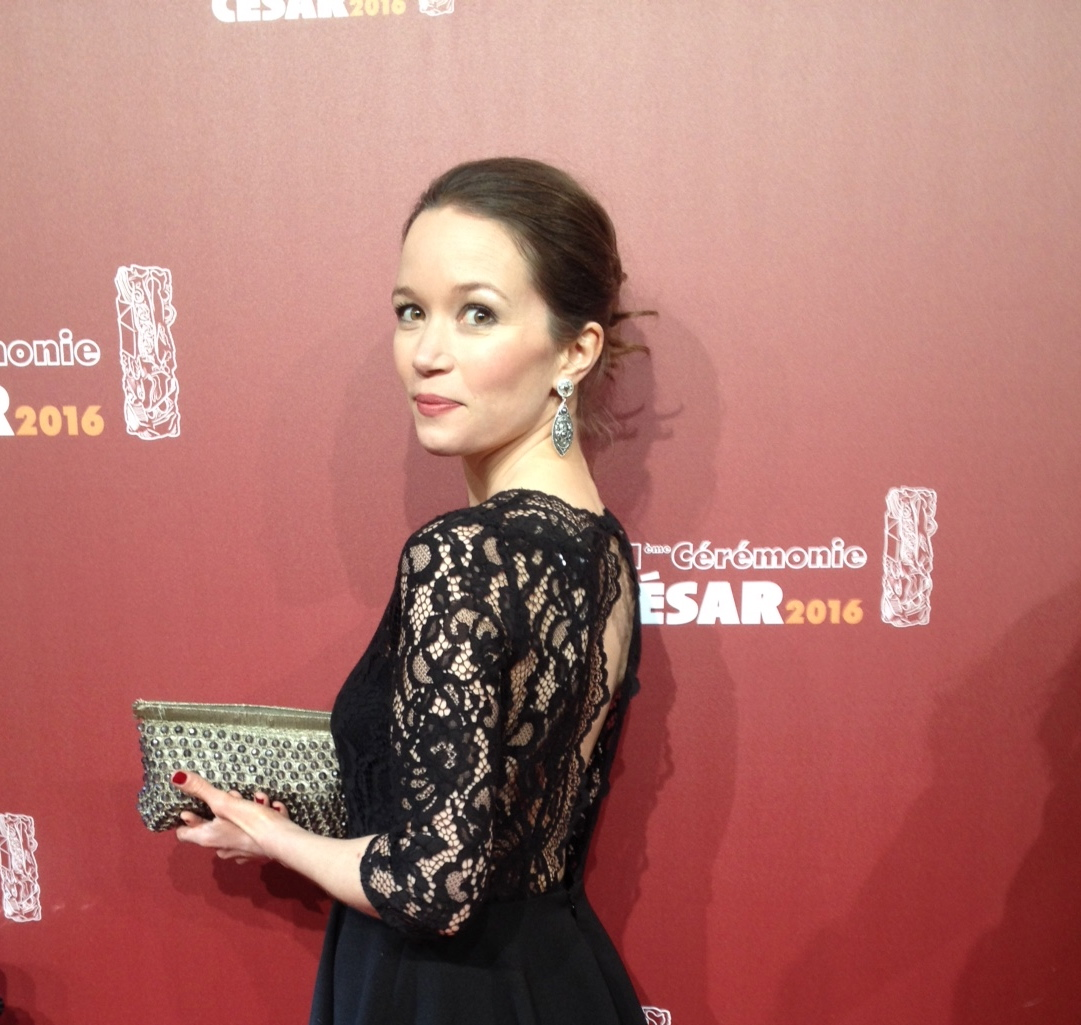
Chloé Stefani bei der Césarverleihung 2016

Chloé Stefani (* 1981 in Paris) ist eine französische Schauspielerin.

## Leben und Karriere
Chloé Stefani wurde 1981 in Paris geboren. Aufgewachsen ist sie im 10 km westlich von Paris gelegenen Saint-Cloud im Département Hauts-de-Seine. 1995 trat die damals 14-Jährige in Les Lustrales erstmals vor die Kamera. An der Sorbonne studierte sie Englisch und Spanisch, wandte sich dann jedoch der Schauspielerei zu. Im deutschsprachigen Raum wurde sie bekannt durch ihre Rolle der Gabrielle in dem von Regisseur Jo Baier 2010 inszenierten international produzierten Historienfilm Henri 4.

## Filmografie (Auswahl)
- 1995: Les Lustrales
- 2000: Du poil sous les roses
- 2005: Le Tuteur (Fernsehserie, Episodenrolle)
- 2005: Jeanne Poisson, Marquise de Pompadour
- 2006: Comment lui dire
- 2007: Le Réveillon des bonnes
- 2008: R.I.S. Police scientifique (Fernsehserie, Episodenrolle)
- 2009: Agatha Christie: Mörderische Spiele (Les Petits Meurtres d’Agatha Christie, Fernsehserie, 1 Folge)
- 2010: Henri 4 (Henri IV)
- 2010: Rideau Rouge à Raïsko
- 2011: Bas les Cœurs
- 2011: La Très Excellente et Divertissante Histoire de François Rabelais
- 2011: Mon frère Yves
- 2022: Goliath
- 2023: Ein Leben für die Menschlichkeit – Abbé Pierre (L’Abbé Pierre – Une vie des combats)